# Frankfurter Memorandum

Die Grenzen Frankreichs nach dem Frankfurter Memorandum

Das Frankfurter Memorandum oder auch die Frankfurter Vorschläge war der vergebliche Versuch Metternichs, Napoleon zum Einlenken zu bewegen und die Befreiungskriege zu einem diplomatischen Ende zu führen. Es bestand vom 9. November bis zum 4. Dezember 1813; Napoleon ließ diese letzte Gelegenheit, seinen Thron zu retten, aber wiederum ungenutzt verstreichen.

## Vorgeschichte
Beim Treffen zwischen Napoleon und Metternich im Juni 1813 hatte Metternich die Bedingungen für seine Friedensinitiative bereits angesprochen. Metternich wollte Frankreich als Großmacht gegen russische Bedrohungen erhalten und gleichzeitig die äußerst destabilisierenden Kriege zu beenden versuchen. Nachdem Bonaparte in der Völkerschlacht bei Leipzig die entscheidende Niederlage erlitten hatte, versuchte Metternich ein zweites Mal, seinen Plan zu verwirklichen, und ergriff die Initiative. Die Alliierten hatten den größten Teil Deutschlands bis zum Rhein zurückerobert, aber sie hatten sich noch nicht für den nächsten Schritt entschieden. Daher schien ihm die Gelegenheit dazu günstig.

## Das Memorandum

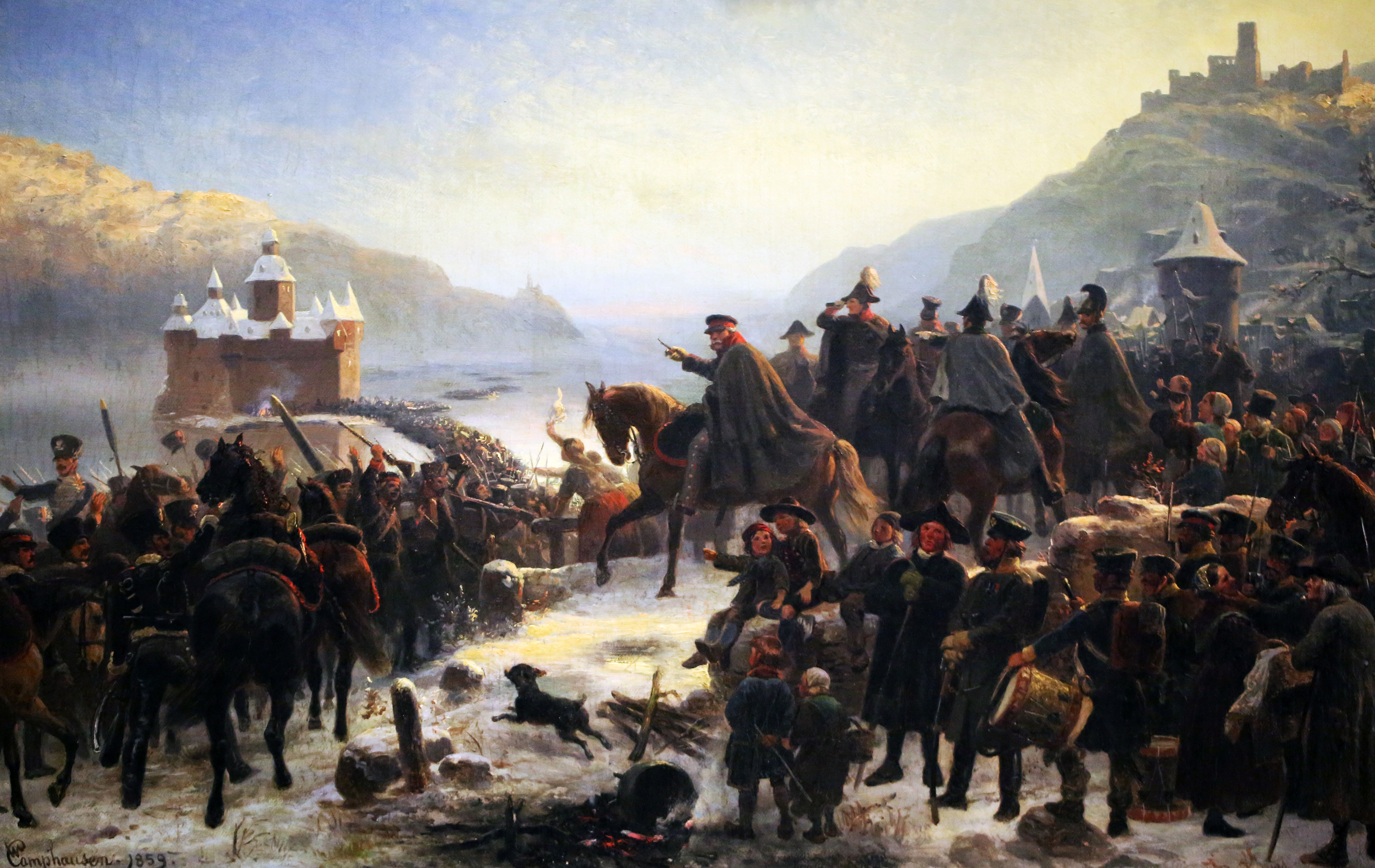
Blüchers Rheinübergang am 31. Dezember 1813 bei Kaub vereitelte unter anderem das Frankfurter Memorandum, Illustration von Wilhelm Camphausen

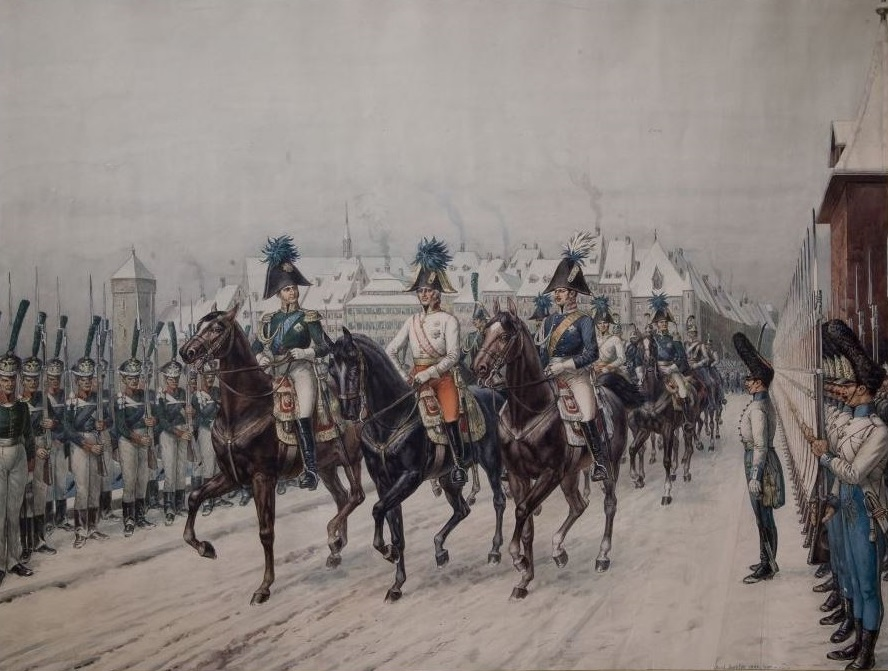
Am 13. Januar 1814 gegen Mittag reiten (v. l. n. r.) Zar Alexander, Kaiser Franz und König Friedrich Wilhelm bei Basel über die Rheinbrücke nach Frankreich, Illustration von Karl Jauslin

Am 9. November 1813 trafen sich die Vertreter der alliierten Mächte Großbritannien, Russland, Preußen und Österreich in Frankfurt am Main, um die deutschen Staaten des ehemaligen Rheinbundes als Alliierte zu bestätigen, die sich ihnen anschließen wollten. Metternich nutzte die Gelegenheit für eine diplomatische Initiative. Die Frankfurter Vorschläge oder das Frankfurter Memorandum waren das Angebot der Koalition, die dem Kaiser ein zweites Mal die Rheingrenze offerierte, um sich den Gang in die Höhle des Löwen – die militärische Eroberung Frankreichs – zu ersparen. Der anwesende britische Diplomat Lord George Hamilton-Gordon, 4. Earl of Aberdeen, verstand Londons Position falsch und akzeptierte die gemäßigten Bedingungen. Ein französischer Diplomat, Nicolas Auguste Marie Rousseau de Saint-Aignan (1770–1858), wurde im Oktober in Sachsen von den Russen gefangen genommen. Metternich brachte ihn nach Frankfurt, um die Vorschläge entgegenzunehmen und nach Paris zu bringen. Die endgültige Fassung wurde im November vom Baron de Saint-Aignan an Napoleon übermittelt. Metternich ließ Napoleon ausrichten, dass dies die besten Bedingungen seien, die die Alliierten wahrscheinlich anbieten würden; nach weiteren Siegen würden die Bedingungen härter werden.
Der Vorschlag lautete, dass Napoleon Kaiser von Frankreich bleiben sollte, Frankreich jedoch auf das reduziert würde, was die französischen Revolutionäre als Natürliche Grenzen Frankreichs bezeichneten. Die natürlichen Grenzen war der Stand von 1801: Pyrenäen, Alpen und der Rhein. Dadurch hätte Frankreich die Kontrolle über Belgien, Savoyen und das deutsch geprägte linke Rheinufer behalten.

In seinem Antwortschreiben vom 16. November 1813 schlug Napoleon Mannheim als Tagungsort vor, ging jedoch nicht inhaltlich auf Friedensbedingungen ein. Anfänglich spielte er mit dem Gedanken, seinen Außenminister Hugues-Bernard Maret, zu schicken, um die Friedensbedingungen dort zu unterhandeln. Dann änderte er seine Haltung und schickte Caulaincourt anstelle von Maret. Gleichzeitig verhandelte er hinterrücks mit der Kirche, um seine italienischen Staaten an Papst Pius VII. zurückzugeben, um damit die Bedingungen zu schaffen, den Krieg in Spanien zu beenden. Zudem versöhnte er sich mit dem in Frankreich gefangenen Ferdinand VII. und diktierte den Vertrag von Valençay, was es ihm ermöglichte, die 110.000 auf der iberischen Halbinsel gebundenen französischen Soldaten nach Frankreich zu mobilisieren. Am 18. November erklärte die Schweiz ihre Neutralität und durchkreuzte damit Metternichs Bemühungen, sie als Bündnispartner gegen Napoleon zu gewinnen. London lehnte schließlich die Bedingungen in einer Note vom 27. November 1813 an Wien als zu moderat ab, da man dort in einem französischen Belgien, mit den Nordseehäfen, ein Sprungbrett für einen erneuten Invasionsversuch nach Großbritannien sah. Am 4. Dezember 1813 brachen die hintergangenen Alliierten die Gespräche ab, indem sie eine öffentliche Proklamation veröffentlichten, in der sie bekräftigten, dass sie zu moderaten Bedingungen Frieden schließen wollten. Dieser Text wurde sofort in 20.000 Exemplaren in Frankreich verteilt, um die öffentliche Meinung zu beeinflussen, nicht ohne Erfolg. Für Napoleon war das alles eine erneute Provokation. Vielleicht hatte Napoleon auf einen erneuten Waffenstillstand wie in Pläswitz gehofft. Tatsächlich setzten sich mehr und mehr die Hardliner durch. Einen zweiten Waffenstillstand gab es nicht und die Alliierten setzten ihre Kriegsbemühungen ungerührt fort. Mit dem Rheinübergang von Karl Philipp zu Schwarzenberg am 21. Dezember 1813 in Basel und Blüchers Rheinübergang in der Silvesternacht 1813/1814 in Kaub wurden militärische Fakten geschaffen, die dem Memorandum nicht mehr entsprachen. In einem Brief vom 4. Januar 1814 an Caulaincourt trauert er der verstrichenen Gelegenheit nach und sieht in Metternich den Schlüssel zum Erfolg: 

„Frankreich ohne seine natürlichen Grenzen, ohne Ostende, ohne Antwerpen würde gar nicht im Verhältnis zu den übrigen Staaten Europas stehen. England und alle Mächte habe diese Grenzen in Frankfurt anerkannt. [...] Man muss wissen, was Metternich will. Es liegt nicht im Interesse Österreichs, die Sachen auf die Spitze zu treiben. Noch ein Schritt und er spielt nicht mehr die erste Rolle.“

## Weiterer Verlauf der Ereignisse

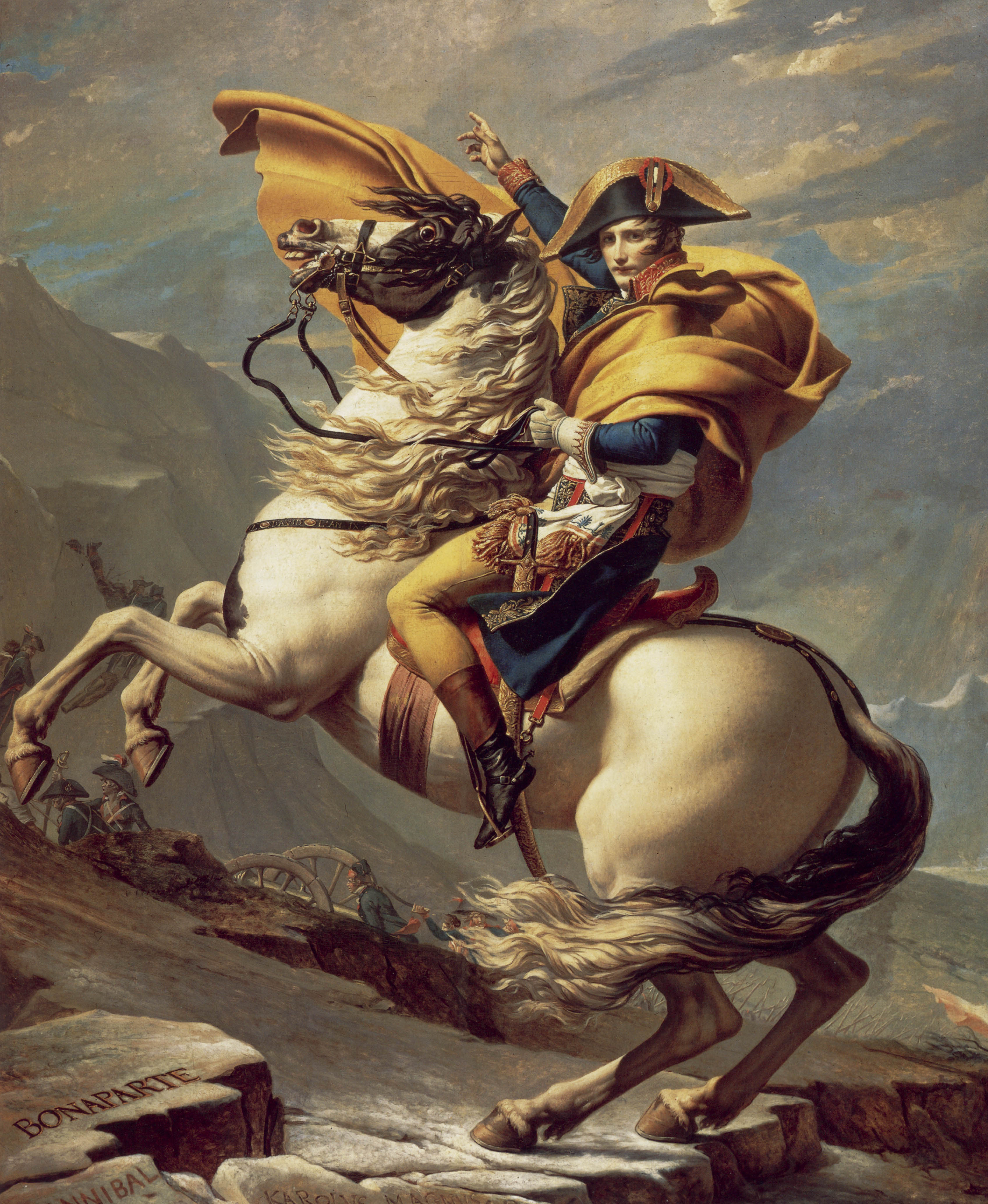
Die neutrale Schweiz hatte kein Problem damit, Napoleon für seine kriegerischen Unternehmungen den Durchgang durch die Eidgenossenschaft zu gewähren, siehe Bonaparte beim Überschreiten der Alpen am Großen Sankt Bernhard

Der Operationsplan Schwarzenbergs sah vor, dass die Böhmische Armee über Basel, d. h. über die „neutrale“ Schweiz über den Rhein geht und in die ehemalige Freigrafschaft Burgund in Frankreich einrückt, während die Schlesische Armee bei Mannheim, Kehl und Koblenz – an Kaub hatte niemand gedacht und es war das Überraschungsunternehmen Blüchers – über den Rhein stößt und in Lothringen einfällt. An der Marne sollte der Vereinigungspunkt der beiden Armeen sein, von wo aus man gemeinsam in Paris einrücken wollte. Fast parallel zu den Ereignissen in Frankfurt ließ Metternich daher mit Johann Anton von Herrenschwand über den Durchmarsch der alliierten Armeen durch Basel verhandeln. Ursprünglich hatte Zar Alexander einen eigenen Operationsplan entwickelt, bei der die Schweizer Neutralität gewahrt wurde, aber am 16. Dezember 1813 setzte Metternich den Operationsplan von Schwarzenberg durch. – Es scheint, als ob sich Metternich schon am 11. November zum Durchmarsch durch die Schweiz entschlossen hat, also kurz nach dem Frankfurter Memorandum, als er die Instruktionen seines Diplomaten und Agenten für die Schweiz, Ludwig von Lebzeltern verfasst hat. – In der Nacht zum 20. Dezember 1813 konnte Metternich bei Feldmarschall Schwarzenberg den Erfolg seiner diplomatischen Bemühungen vermelden: Die eidgenössischen Truppen zogen sich aus Basel zurück, welches sie seit Wochen zur Verteidigung befestigt hatten. Einziges Zugeständnis war der Aufschub des Durchmarsches von 24 Stunden. Basel wurde zur freien Stadt erklärt. Somit konnte die Schweiz, die offiziell neutral blieb, ohne militärische Schwierigkeiten durchquert werden. Dies beschleunigte den Krieg gegen Napoleon ungemein. Im Kongress von Châtillon wurde nun, vor allem von England, der Rückzug Frankreichs auf seine Grenzen von 1791 gefordert. Nun waren die Bedingungen aber, wie Metternich es vorausgesehen hatte, wesentlich härter. Diese erweiterten Forderungen waren für Napoleon unannehmbar. Napoleon versuchte daher, die Friedensverhandlungen auf der Grundlage der Annahme des Memorandums zu führen.

## Napoleons Einschätzung über die Friedensbemühungen der Alliierten
„In Frankfurt fanden zwischen Baron von Saint-Aignan, Fürst Metternich, Graf Nesselrode und Lord Aberdeen Verhandlungen statt. Die Verbündeten setzen als erste Grundlage des Friedens fest: Verzicht des Kaisers Napoleon auf das Protektorat des Rheinbundes, Verzicht auf Polen und die Elbprovinzen. Frankreich behält seine natürlichen Grenze der Alpen und des Rheins unangetastet.  Über eine Grenze in Italien für die österreichischen Staaten werde man noch übereinkommen. 
 Napoleon stimmte der Friedensgrundlange bei. Er sandte den Herzog von Vicenza nach Frankfurt, der sich sofort auf den Weg machte. Aber auch dieser Kongress war, wie der in Prag, eine Hinterlist, die man in der Hoffnung anwandte, dass Frankreich jede Unterhandlung verweigern würde.  Man wollte nur Stoff zu einem neuen Manifest haben, um dadurch die Stimmung des Publikums zu beeinflussen. Denn in demselben Augenblick, in dem diese friedlichen Anträge gemacht wurden, verletzten die Verbündeten die Schweizer Neutralität, weigerten sich in Frankfurt einen französischen Bevollmächtigten anzunehmen und bezeichneten Châtillon-sur-Seine als den Ort eines bald stattfindenden Kongresses. Sie ließen durchblicken, dass als Grundlage der Unterhaltung die Räumung ganz Italiens, Hollands, Belgiens, der Rheinprovinz und Savoyens verlangt werde, das Frankreich ungefähr auf seine Grenzen von 1792 zurückführte. Durch ein Präliminarfriedensprojekt, das am 15. Februar überreicht wurde, forderten sie ferner die sofortige Übergabe der Festung Hüningen, Belfort und Besançon. Solche Forderung waren bestimmt nicht geeignet, bei den Unterhandlungen zugelassen zu werden. Die Sache war noch im Gang, als die Verbündeten den Kongress für aufgelöst erklärten.“